# Prosper Avril
Prosper Avril (Thomazeau, 12 de dezembro de 1937) foi o presidente do Haiti de 1988 a 1990. Membro de confiança da Guarda Presidencial de François Duvalier e conselheiro de Jean-Claude Duvalier, o Tenente General Avril liderou o Setembro de 1988 Golpe de Estado haitiano contra um governo militar de transição instalado após a queda de Jean-Claude Duvalier em 1986. Foi presidente até março de 1990, período que, segundo a Amnistia Internacional, foi "marcado por graves violações dos direitos humanos". Ele foi preso em 2001, mas solto em março de 2004, depois que o golpe de Estado haitiano de 2004 derrubou Jean-Bertrand Aristide.